# Park Yeon-mi
Det här är en artikel om en person med koreanskt personnamn; Park är familjenamnet.
Park Yeon-mi (koreanska: 박연미), född 4 oktober 1993 i Hyesan i Nordkorea, är en nordkoreansk människorättsaktivist, politisk avhoppare, och författare som 2009 bosatte sig i Sydkorea men sedan 2014 bor och verkar i USA. Hon är en konservativ aktivist och uttalad kritiker av människohandel och säger sig arbeta för att främja mänskliga rättigheter i Nordkorea och över hela världen.
Hon flydde sitt hemland tillsammans med sin mor år 2007 genom Kina, efter att hennes far blivit dömd för smuggling och placerats i ett arbetsläger. I Kina blev hon offer för människohandel innan hon lyckades fly till Mongoliet med hjälp av människorättsaktivister.
Hennes självbiografi För att kunna leva - En nordkoreansk flickas resa till frihet publicerades i september 2015 och beskriver hennes livsberättelse i detalj, från barndomen i diktaturen Nordkorea till friheten i Sydkorea och allt däremellan. Yeon-mis påståenden om livet i Nordkorea har mött omfattande kritik i bemärkelse av sin inkonsekvens, motsägelser, samt överdrifter. Andra nordkoreanska avhoppare har också uttryckt sin oro över att liknande "kändis-avhoppare" och deras överdrifter kommer att skapa skepsis hos allmänheten gällande deras egna berättelser. I juli 2023 undersökte Washington Post hennes påståenden och fann lite sanning i hennes utsagor om livet i Nordkorea.